# Ashley Blue
Pour les articles homonymes, voir Blue.
Ashley Blue, née le 8 juillet 1981 en Californie, est une actrice de films pornographiques américaine.

## Biographie
Ashley Blue commence à faire des petits boulots et fut réceptionniste dans un hôtel pour se loger.

En 2004 elle apparait dans la série Girlvert des studios JM Productions avec lesquels elle signe un contrat de trois ans. Ashley Blue dit 

« Girlvert raconte la connerie de ma vie. Tout ce qui m'est arrivé dans la pornographie "est dans la série". Je me suis enfuie de la maison. J'ai commencé à faire du porno. Je déteste mes parents. Tout ce que je fais avec Trent. J'ai souvent eu une Gonorrhée, nous le racontons dans l'histoire. »

Elle met fin au contrat qui la lie à JM Productions le 14 février 2007 et signe immédiatement pour un an avec LA Direct Models.
Blue intente un procès à l'acteur de films X Trent Tesoro au sujet d'un épisode de Juge Mathis en 2003.
Elle a prêté sa voix pour le dessin animé Three Thug Mice (Trois voyous de souris).
Au cours de sa carrière, Ashley Blue a interprété 335 films pornographiques et en a réalisé 17 entre 2004 et 2007
Blue épouse le photographe Dave Naz le 30 juillet 2009, .
Le peintre suédois Karl Backman peint un portrait de l'actrice, à la suite d'une commande du musée The Museum of Porn in Art à Zurich, 2011.
En 2013, elle est admise dans l'AVN Hall of Fame.

## Récompenses

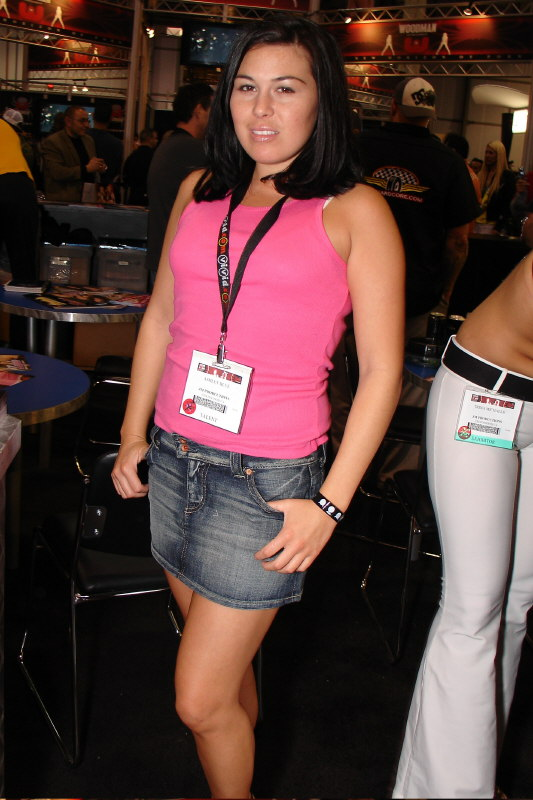
Ashley Blue

Ashley Blue a remporté cinq AVN Awards dont celui de performeuse de l'année (Female Performer of the Year) en 2004 et celui du meilleur second rôle féminin dans une vidéo (Best Supporting Actress - Video) en 2005.
- AVN Awards :
  - 2004 : Performeuse de l'année (Female Performer of the Year)[12] ;
  - 2004 : Meilleure scène de sexe entre femmes dans une vidéo (Best All-Girl Sex Scene - Video) pour The Violation of Jessica Darlin[12] ;
  - 2005 : AVN Award for Best Supporting Actress (Video) – Adore[13] ;
  - 2005 : AVN Award for Best All-Girl Sex Scene (Video) – The Violation of Audrey Hollander (avec Audrey Hollander, Gia Paloma, Tyla Wynn, Brodi & Kelly Kline, JM Productions)[13].
- XRCO
  - 2003 : XRCO Awards, Cream Dream[14] ;
  - 2004 : XRCO Award for Female Performer of the Year[14] ;
  - 2005 : XRCO Award for Best Girl on Girl – The Violation of Audrey Hollander[15].